# Entoloma
Entoloma (Elias Magnus Fries, 1836 ex Paul Kummer, 1871) sin. Rhodophyllus (Lucien Quélet, 1886), este un  gen mare de ciuperci din ordinul Agaricales și familia Entolomataceae din încrengătura Basidiomycota, aproape toate fiind otrăvitoare sau necomestibile. Ele sunt preponderent saprofite, unele specii fiind însă și simbionți micoriza. Conform micologului și specialistului pentru aceste specii, Machiel E. Noordeloos, cresc în Europa peste 200 de specii (fără zone alpine), global aproximativ 1000. Genul este împărțit în patru subcategorii.
Numele generic este derivat din cuvintele grecești (greacă ἐντός=interior) și (greacă λῶμα= franjuri, pricinuit marginii răsfrânte spre interior). Tip de specie este Entoloma sinuatum.

## Taxonomie
Renumitul micolog suedez Elias Magnus Fries, a clasificat toate ciupercile cu lamele rozalii mai întâi în categoria Hyporhodius în marele său gen Agaricus, între ele și cele patru forme din genul ulterior Entoloma, bazând pe forma pălăriei, lamelelor și mărimii, ca  triburi Agaricus, sub denumirile Eccilia, Leptonia, Nolanea (1821) și Entoloma (1836). Cunoscutul micolog german Paul Kummer a ridicat Entoloma, Nolanea, Leptonia și Eccilia la nivelul de gen în 1871. Lucien Quélet a creat un nou gen, Rhodophyllus, care a legat toate ciupercile cu lamele rozalii și spori angulari (asemănători originalul Hyporhodius) în 1886. Cele două clasificări au coexistat până de curând.
Deseori denumirea lui Quélet se găsește în cărți autentice de micologie, în special în cele cu un concept de gen mai amplu, respectiv în cele din țări cu limba romană. Micologul francez Henri Romagnesi (un suporter al denumirii Rhodophyllus) a studiat genul în ultimele decenii, descriind specii noi și creând o nouă clasificare infragenerică, făcându-l unul dintre cele mai bine cunoscute și studiate din familia Agaricaceae până în prezent.
Între timp se decid din ce în ce mai mulți autori de cărți despre ciuperci și savanți pentru taxonul lui Kummer.

## Descriere

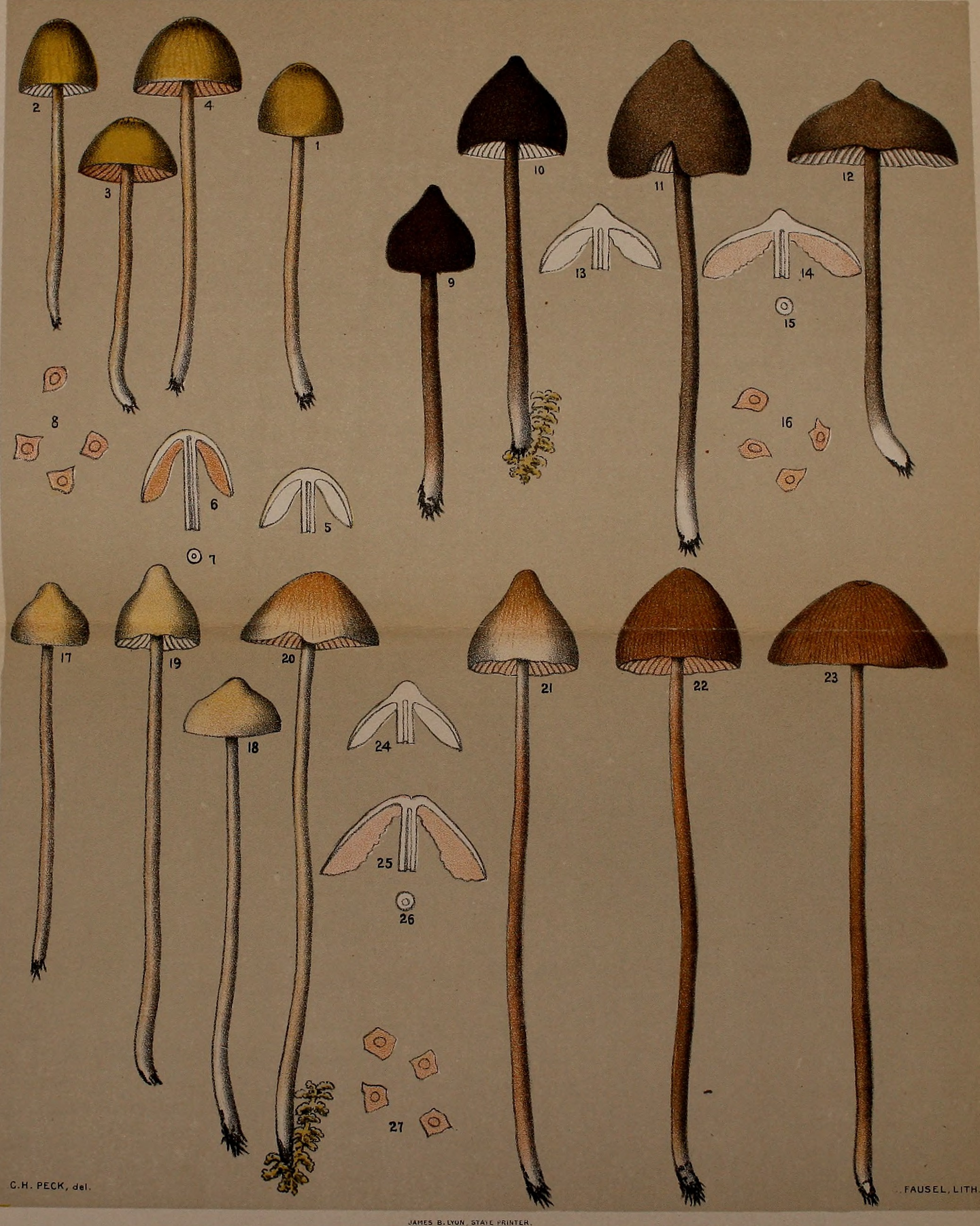
Diverse specii mici Entoloma

Din cauza diversității acestui gen rămân de menționat numai puține caracteristici comune. Cea fără incertitudine, dar pentru un culegător neaparentă, este forma colțuros-ovoidală, aproape hexagonală a  sporilor. În rest contează:
- Pălăria arată în tinerețe marginea mereu răsfrântă spre interior.
- Ciuperca nu are resturi unui văl parțial sau universal.
- Lamelele sunt mereu intercalate, cu un colorit rozaliu (roz, roz-gălbui, roz murdar).
- Piciorul este fără solzi sau negi și nu are inel precum bulb sau/și volvă.
- Carnea are aproape mereu un miros de făină sau castraveți proaspeți (rar penetrant și la specii mici adesea imperceptibil), gustul fiind la cele mai multe specii nu neplăcut.
- O caracteristică generică sunt sporii unghiulari, colțuroși.

## Subcategorii
Genul este împărțit originar în patru subcategorii. Aceste au fost puse la îndoială de unii autori care au încercat să ridică subgenurile în rang de gen ca de exemplu cunoscutul micolog italian Giacomo Bresadola în volumul XII al marii sale opere Iconographia Mycologica din 1929. Dar cercetările biologice moleculare recente au dovedit apartenența lor la genul Entoloma. Datorită rezultatelor studiilor filogenetice, diverși micologi lucrează în prezent la extinderea subcategoriilor (la până 12) precum secționarea lor. Exemple:
| - Subgenul Allocybe (1) conține o singură specie in Europa, descrisa de Machiel Evert Noordeloos în 1981; seamănă în aspect cu genul Tricholoma, având pălării nehigrofane. - Entoloma excentricum Bres.) (1881) - Subgenul Entoloma (Rhodophyllus) (2) conține specii relativ mari, care seamănă de obicei în aspect cu genul Tricholoma, având lamele late, bombate și aderate la picior. - Entoloma bloxamii (Berk. & Broome) Sacc. (1887) - Entoloma clypeatum (L.) P. Kumm. (1871) - Entoloma nitidum Quél. (1883) - Entoloma rhodopolium (Fr.) P. Kumm. (1871) - Entoloma sinuatum (Pers.) P.Kumm. (1871) - Entoloma vernum S. Lundell (1937) - Subgenul Leptonia (3) sunt soiuri deseori cu pălării ombilicale în centru și cuticule de multe ori colorate albăstrui. - Entoloma chalybeum (Pers.) Noordel. (1982) - Entoloma dichroum (Pers.) P.Kumm. (1871) - Entoloma euchroum (Pers.) Donk (1949) - Entoloma incanum (Fr.) Hesler (1967) - Entoloma jubatum (Fr.) P.Karst. (1879) | - - Entoloma lazulinum (Fr.) Noordel. (1984) - Entoloma querquedula (Romagn.) Noordel. (1982) - Entoloma serrulatum (Fr.) Hesler (1967) - Subgenul Nolanea (4) sunt de formă gracilă cu pălării conice sau în formă de clopot precum lamele aderate și ascendente. - Entoloma cetratum (Fr.) M.M. Moser (1978) - Entoloma conferendum sin. Entoloma staurosporus (Britzelm.) Noordel. (1980) - Entoloma icterinum (Fr.) M.M.Moser (1978) - Entoloma juncinum (Kühner & Romagn.) Noordel. (1979) - Entoloma murrayi (Berk. & M.A.Curtis) Sacc. (1899) - Subgenul Eccilia (5) sunt soiuri mici cu pălării ombilicale în centru și cu lamele decurente spre picior. - Entoloma griseocyaneum (Fr.) P. Kumm. (1871) - Entoloma lanicum (Romagn.) Noordel. (1981) - Entoloma phaeocyathus (Bres.) Noordel. (1979) - Entoloma politum(Pers.) Donk (1979) - Entoloma undatum (Gillet) M.M. Moser (1978) |

## Galerie de subgenuri în imagini

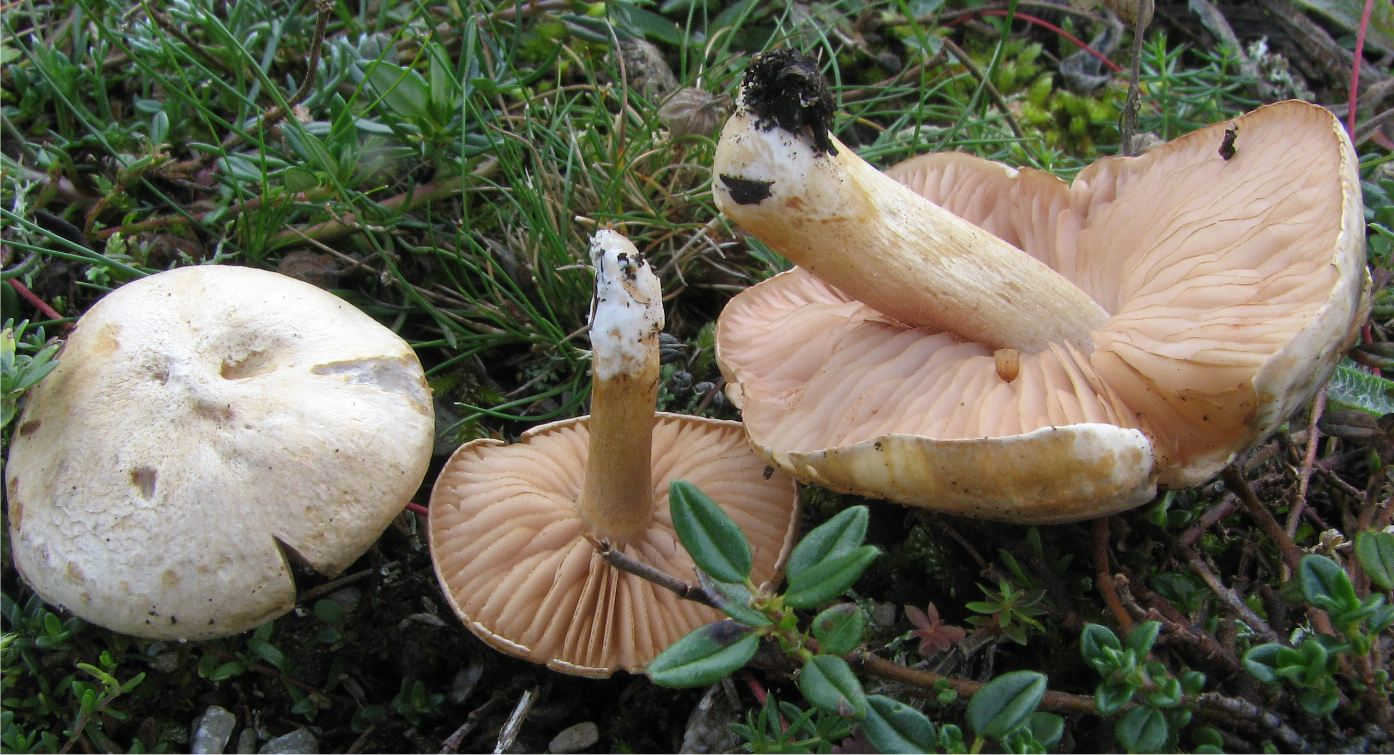
E. excentricum (1)
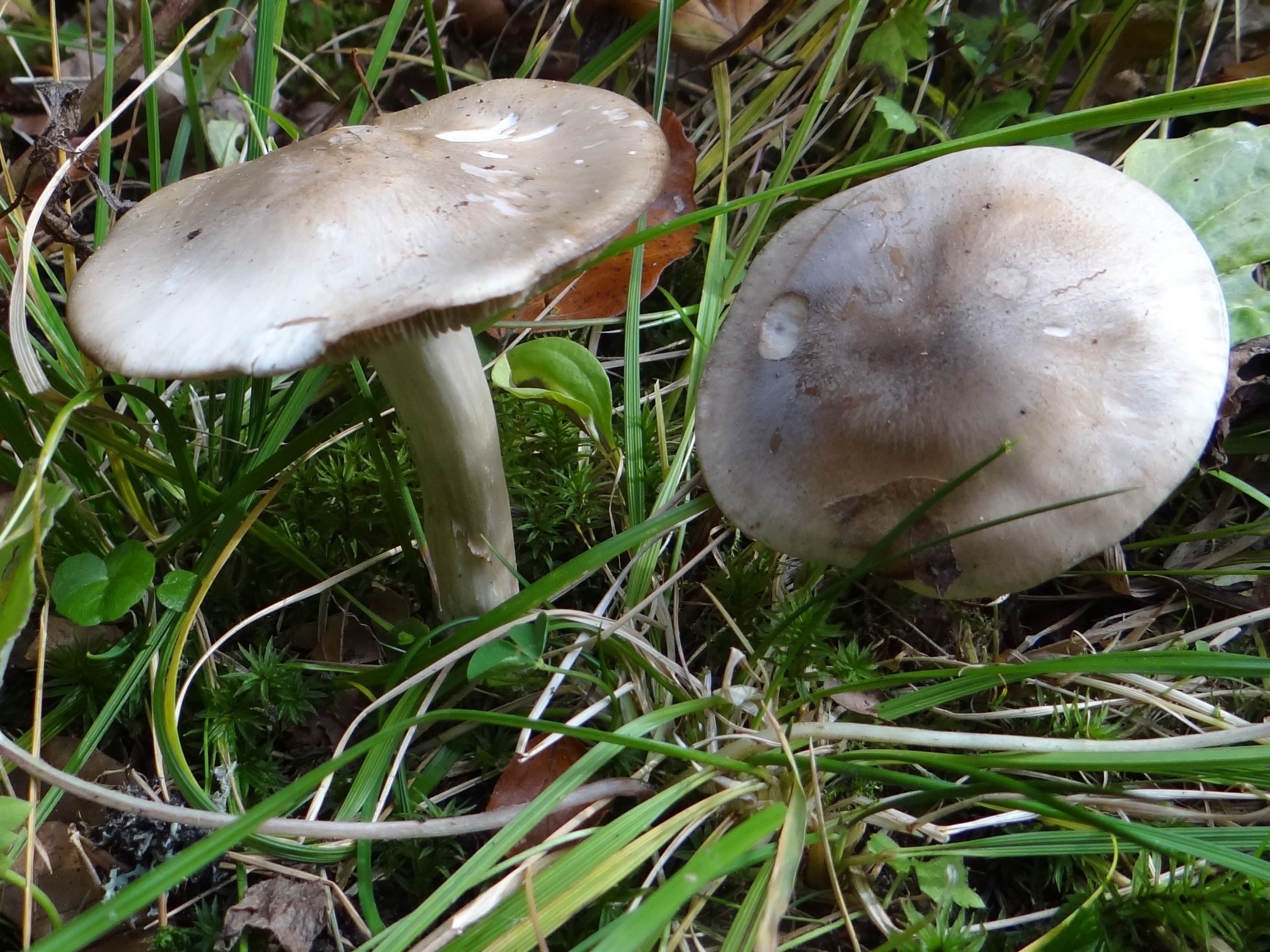
E. clypeatum (2)
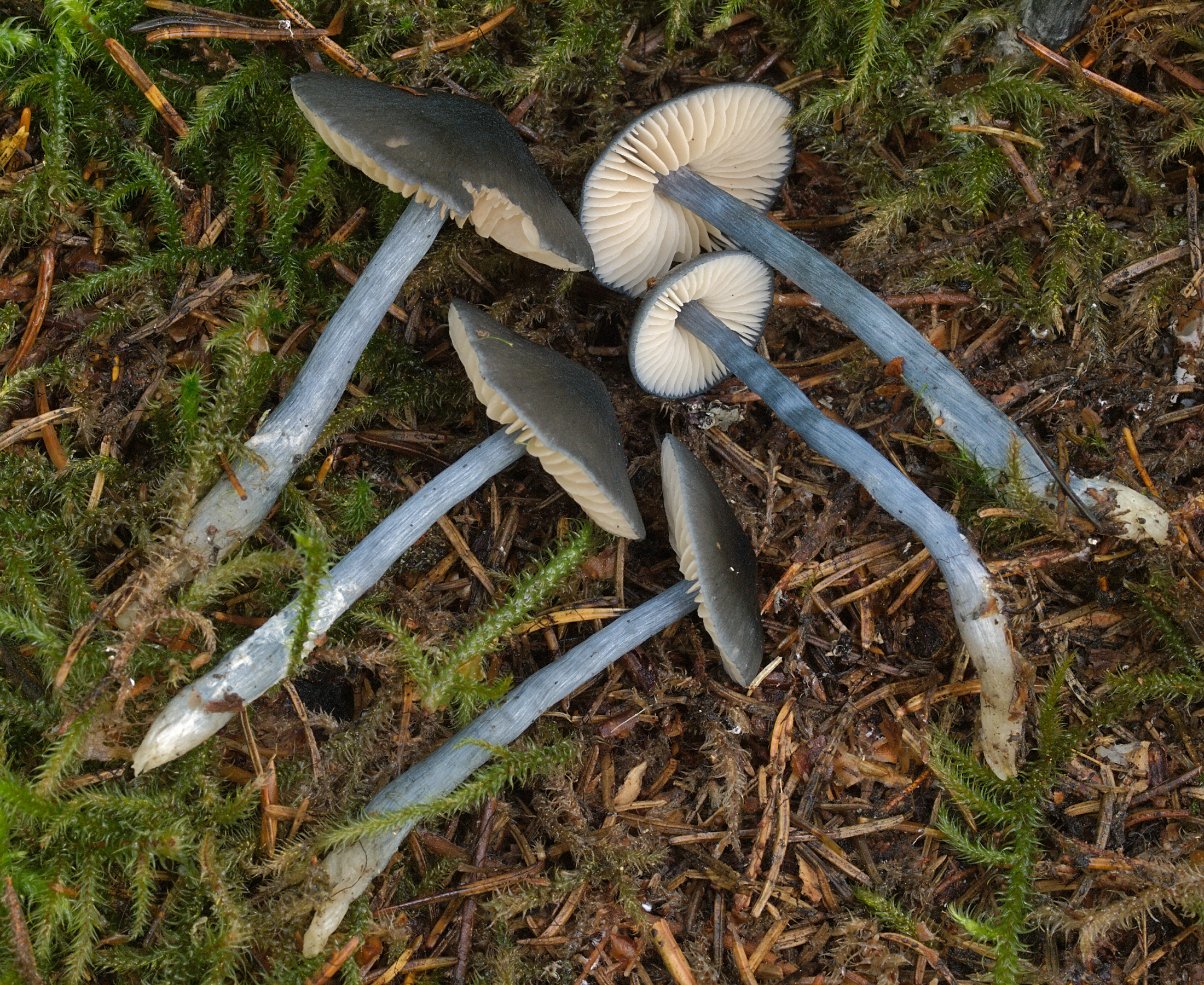
E. nitidum (2)
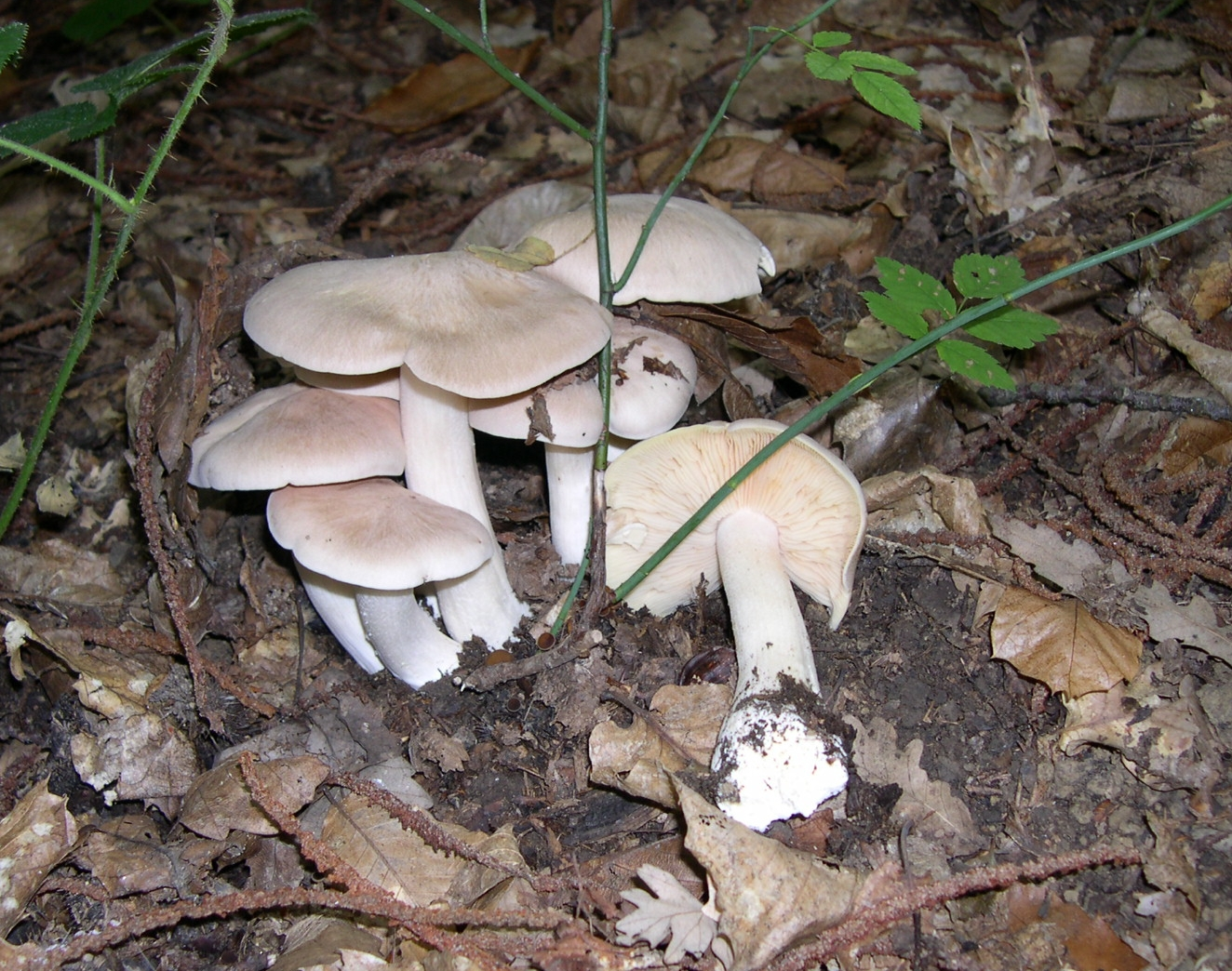
E. sinuatum (2)
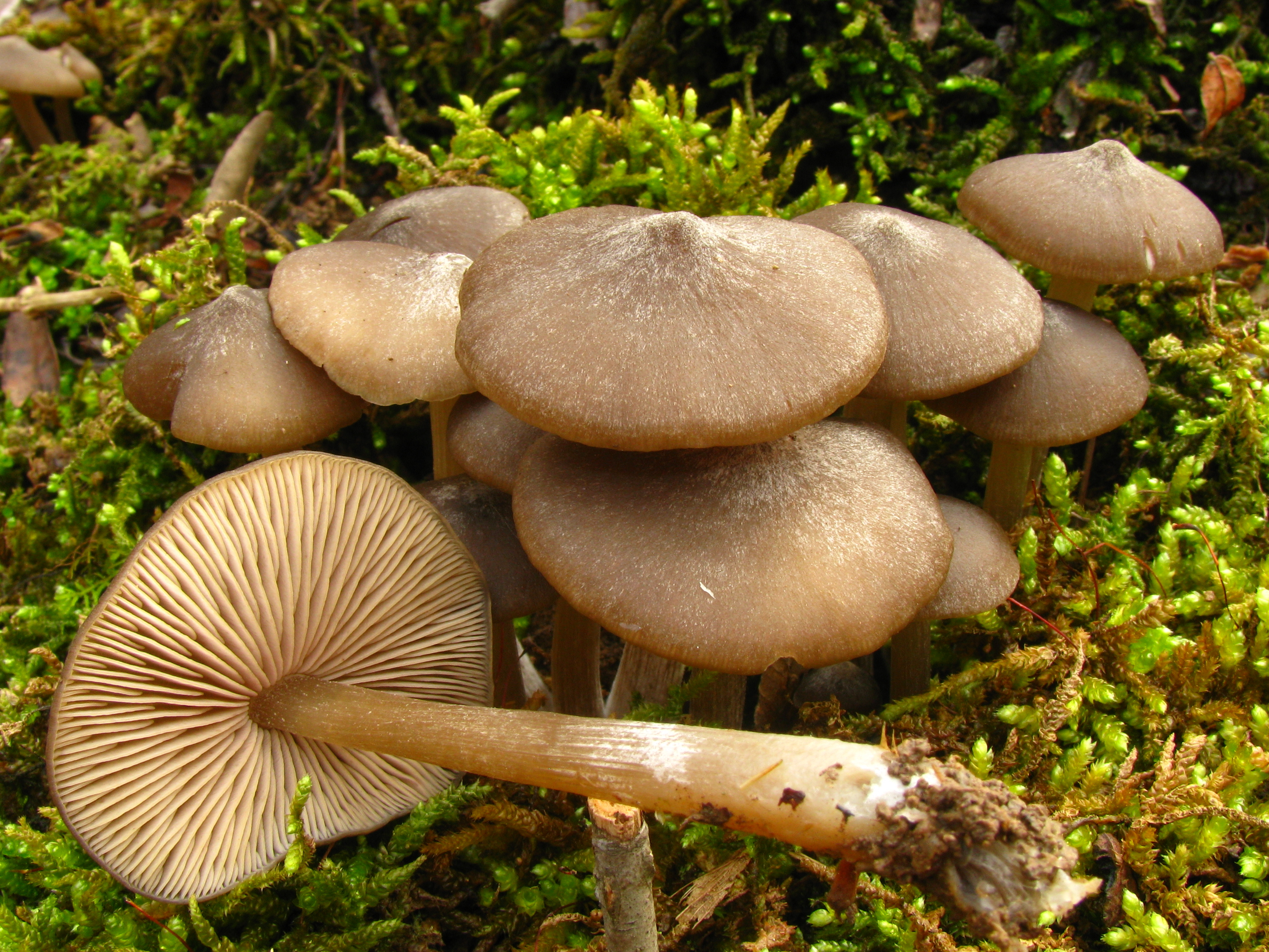
E. vernum (2)
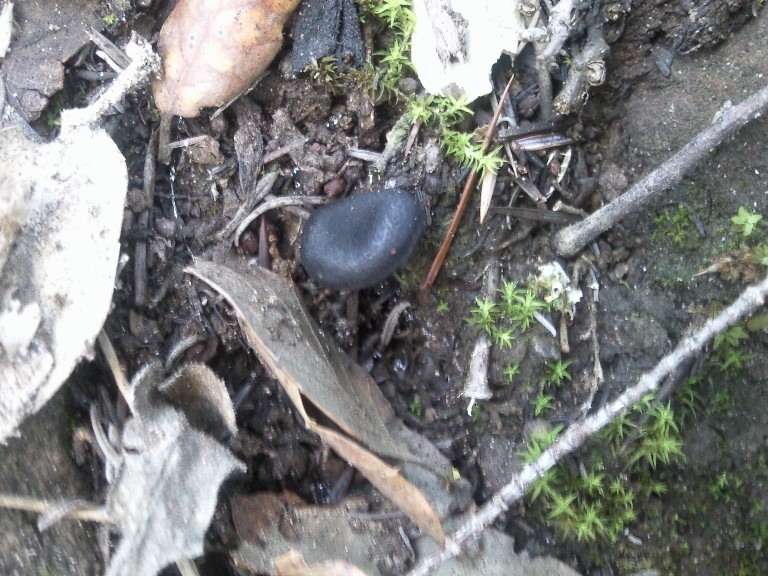
E. chalybeum (3)
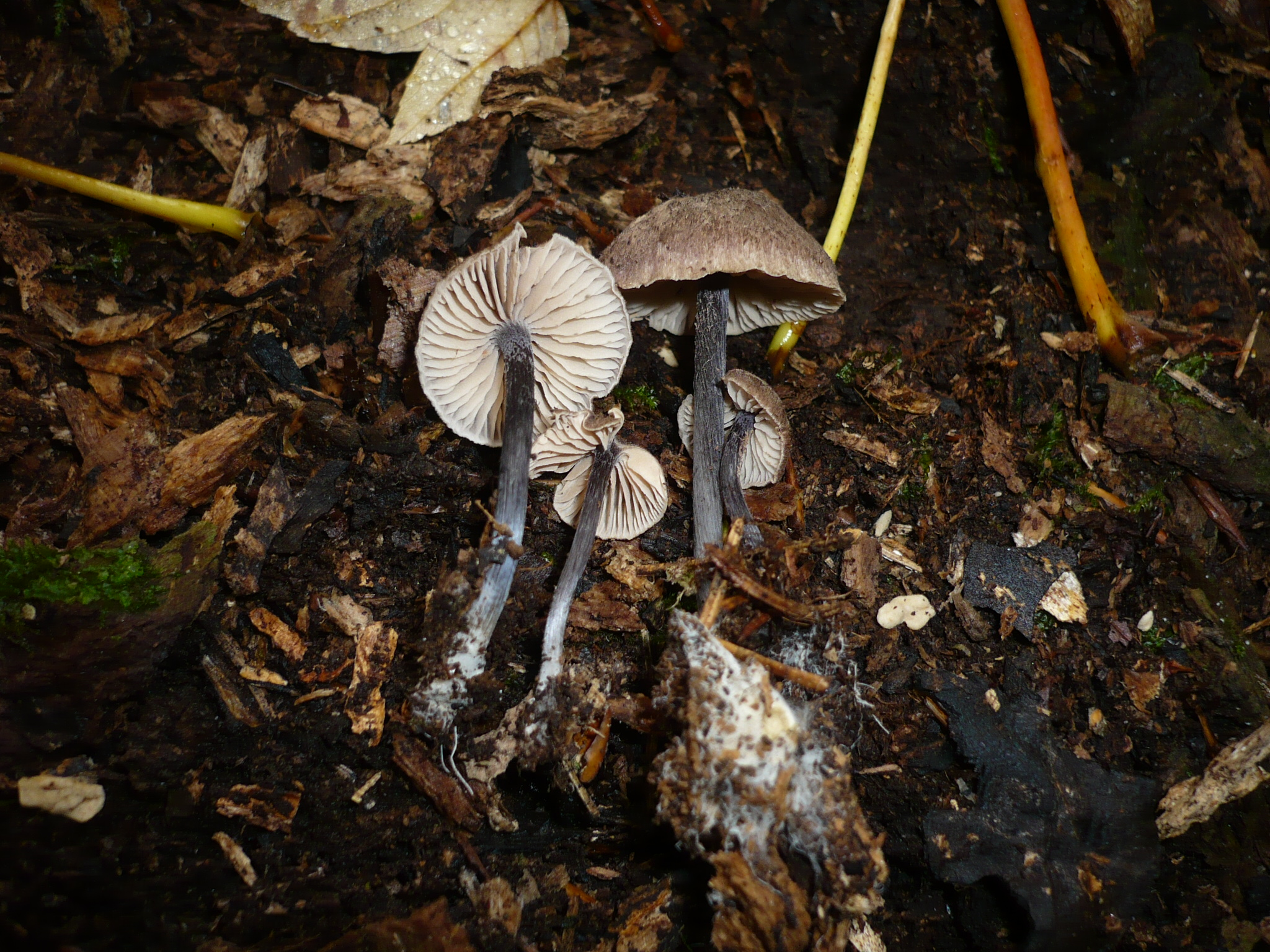
E. dichroum (3)
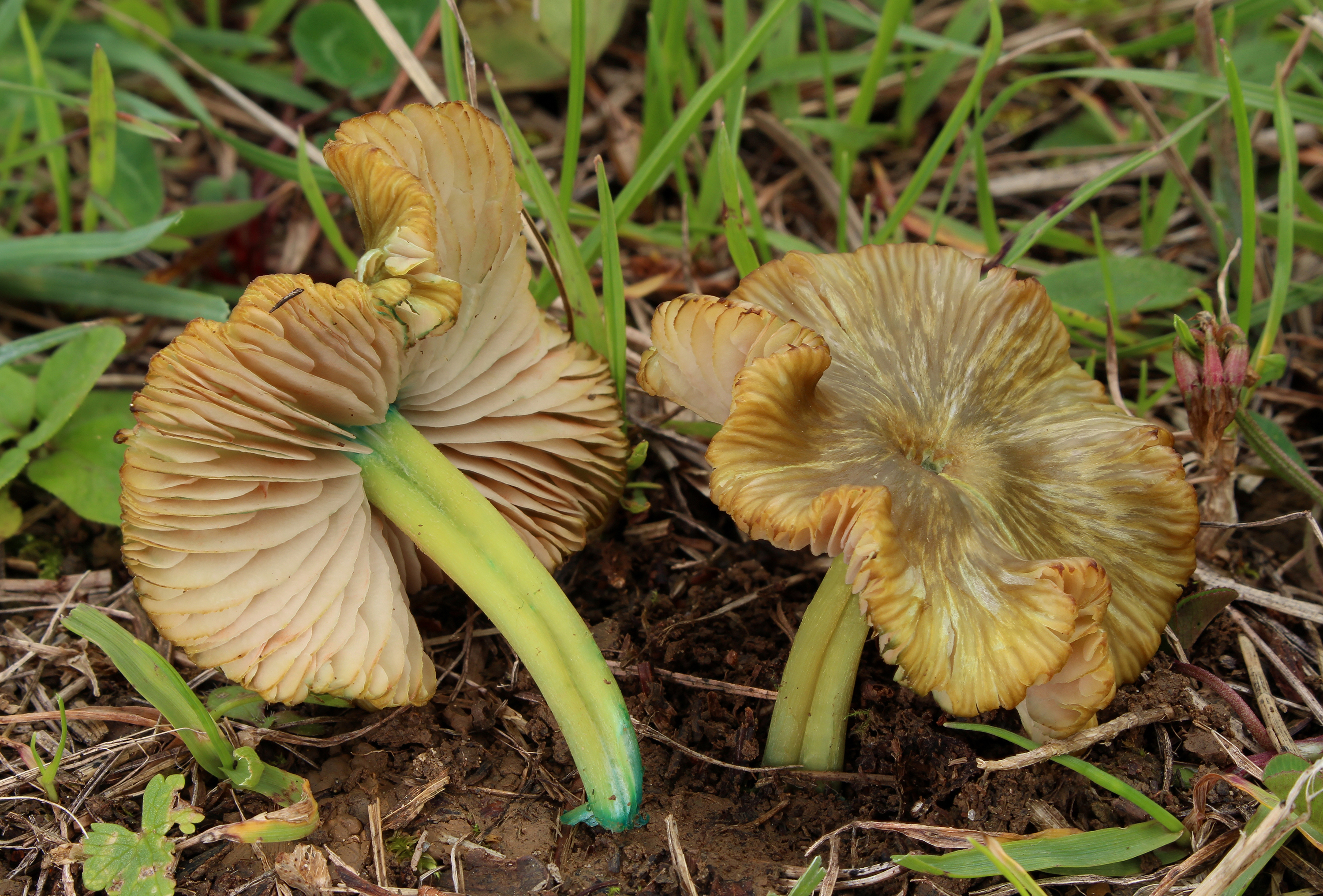
E. incanum (3)
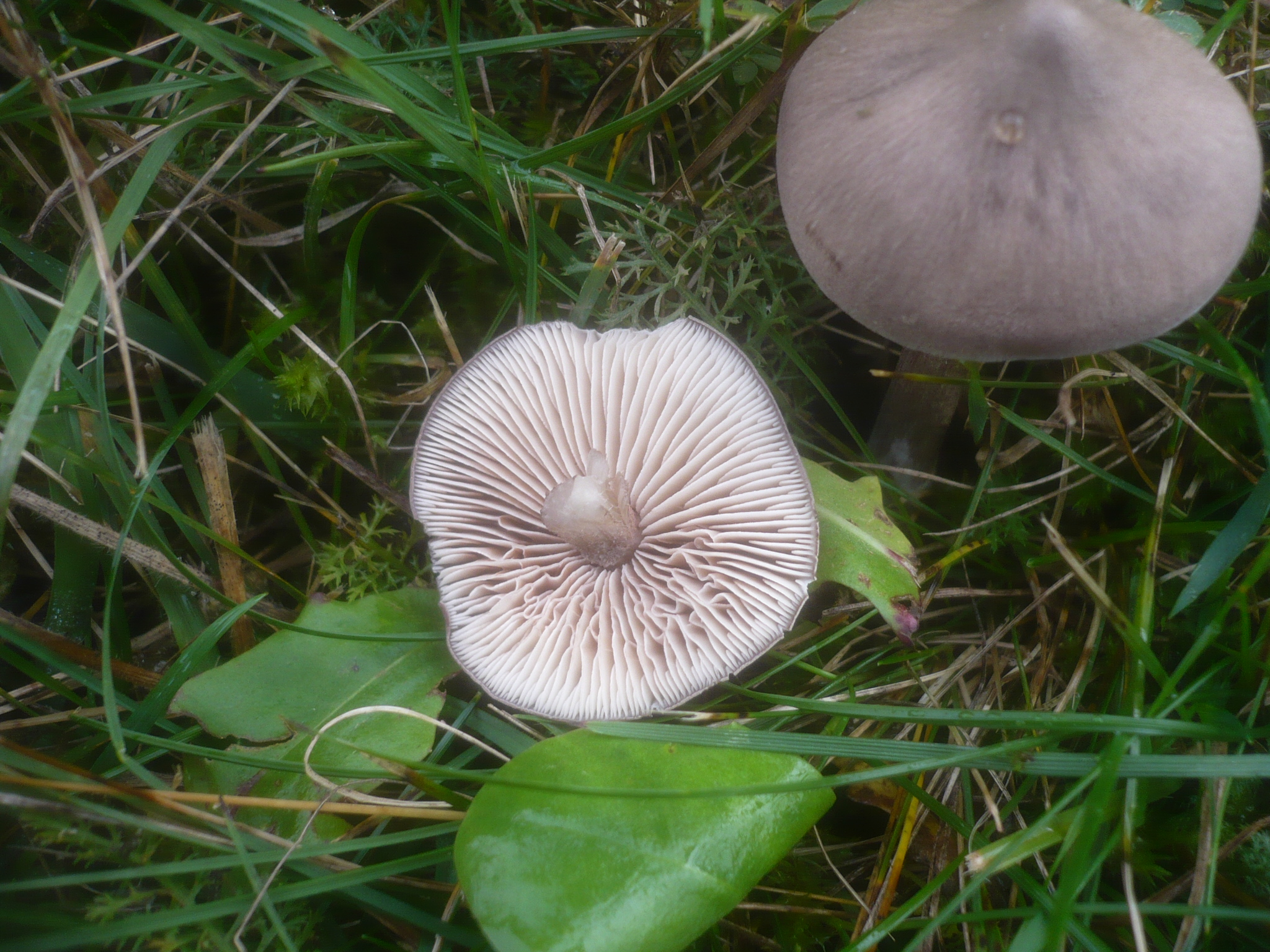
E. jubatum (3)

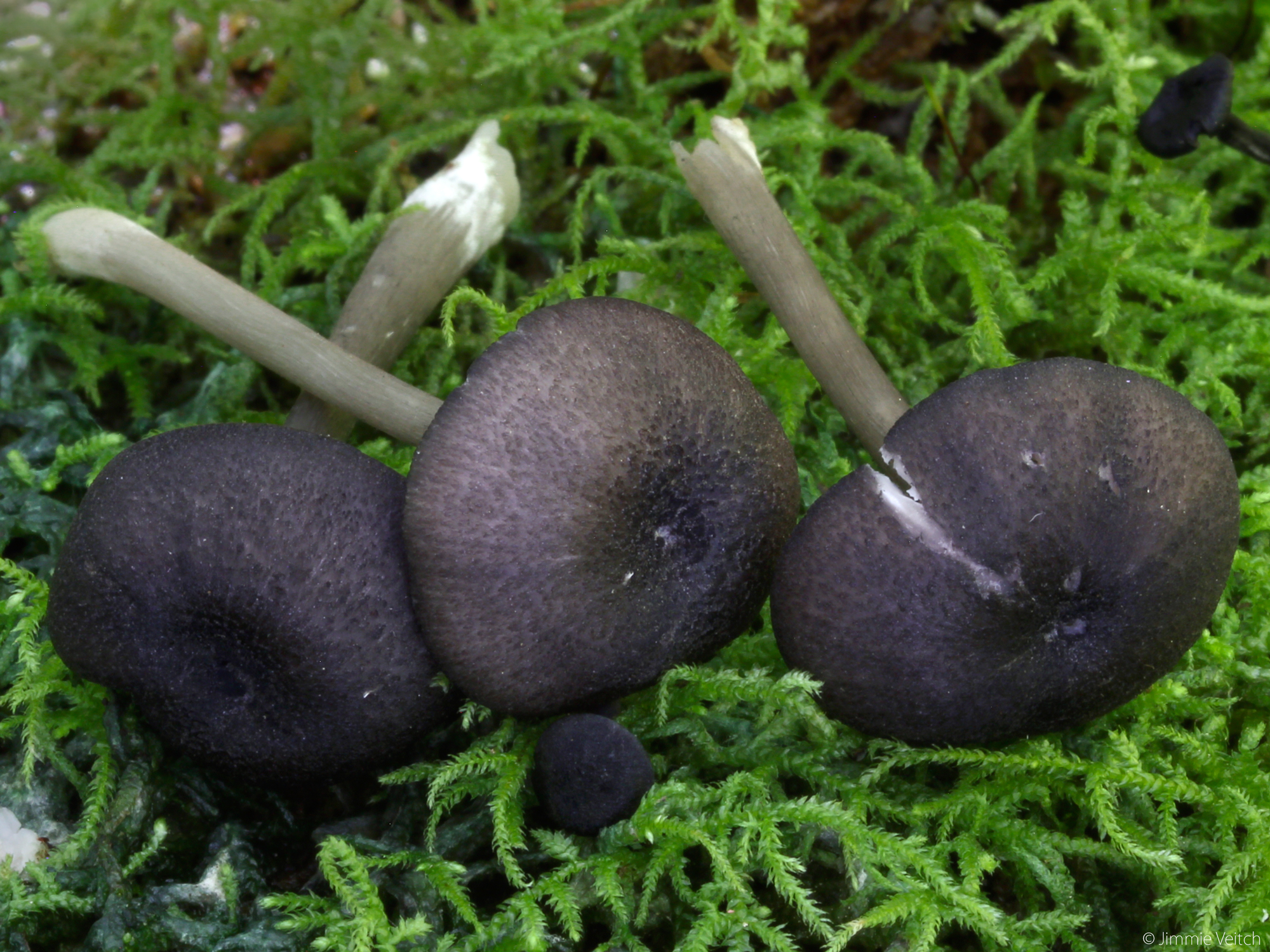
E. serrulatum (3)
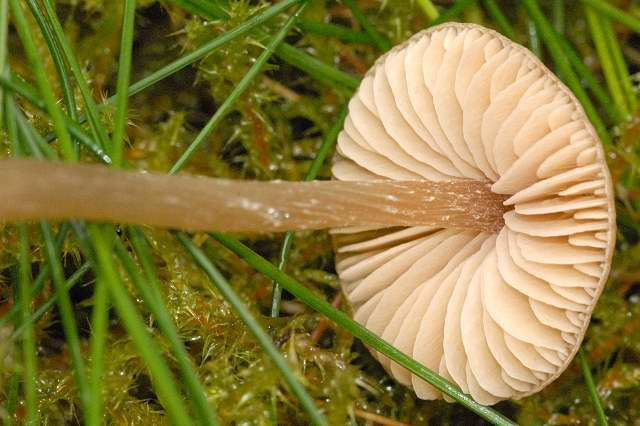
E. cetratum (4)
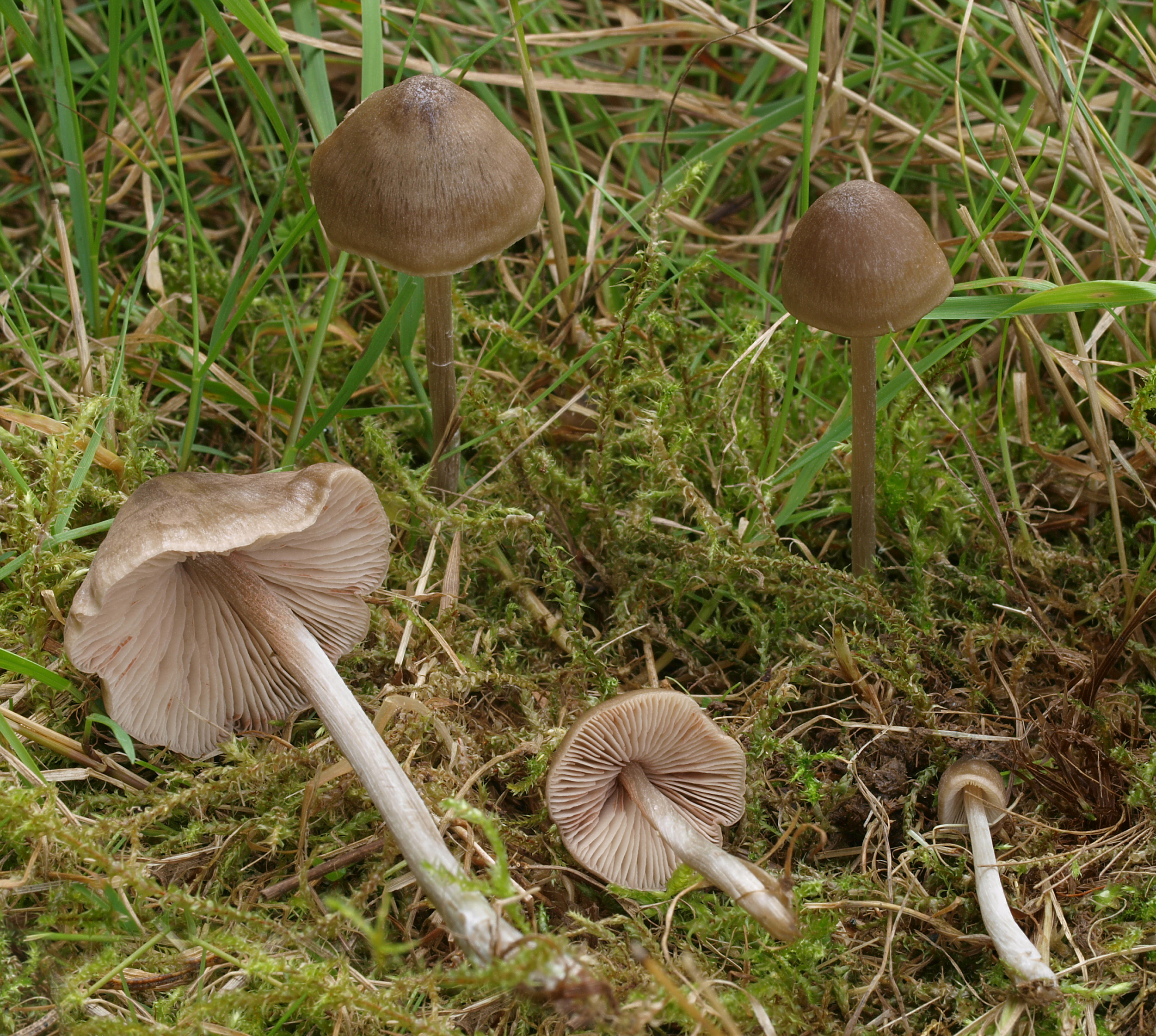
E. conferendum (4)
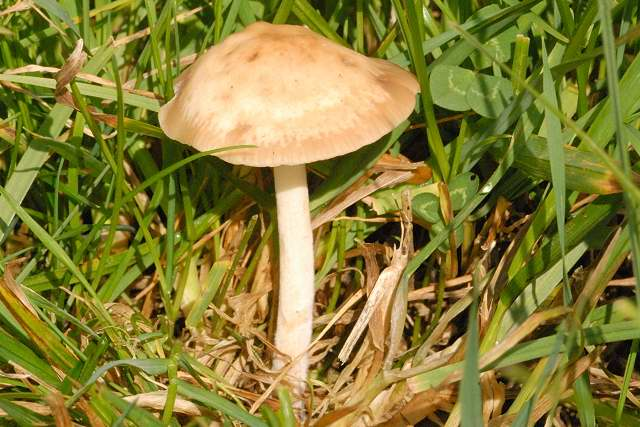
E. juncinum (4)
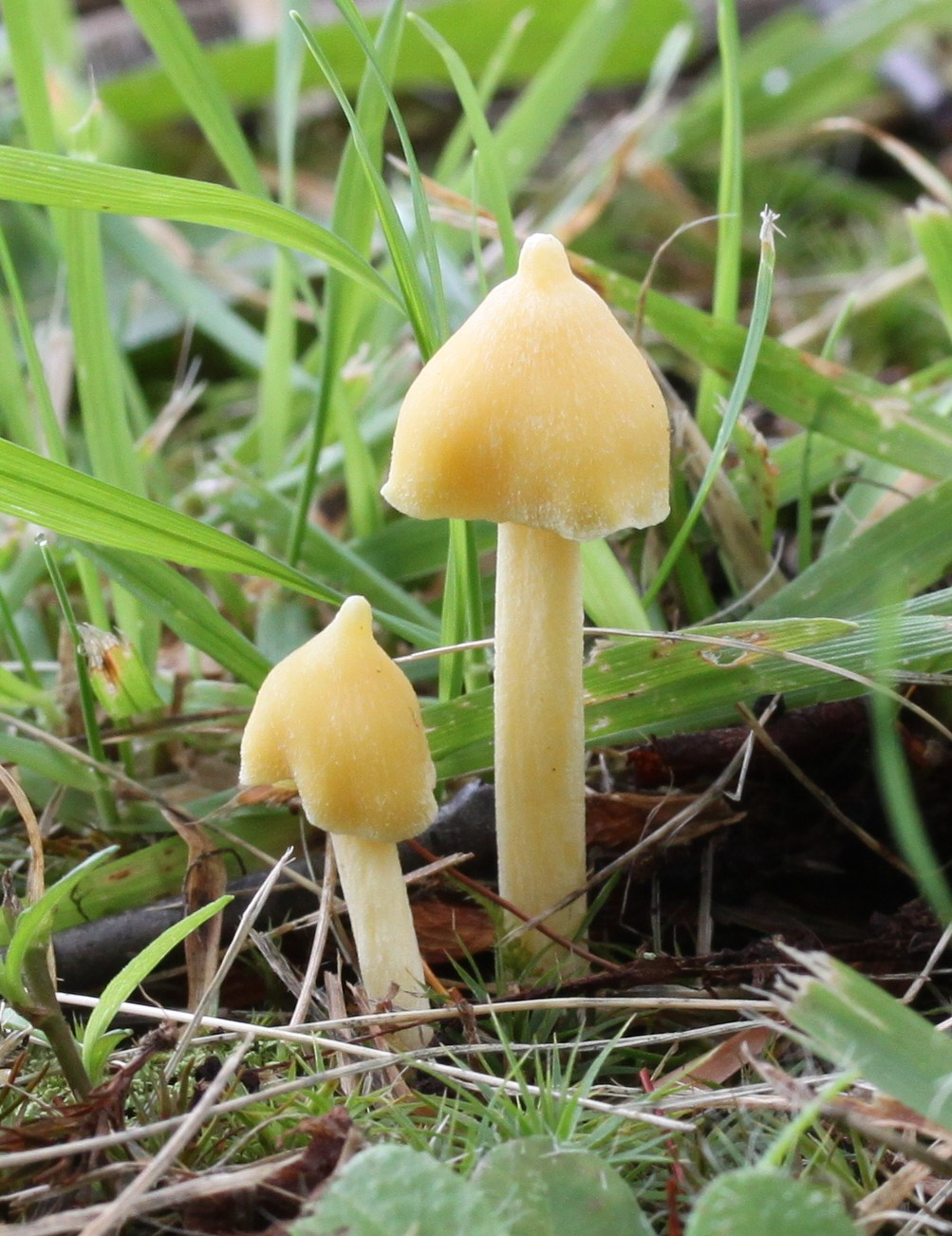
E. murrayi (4)
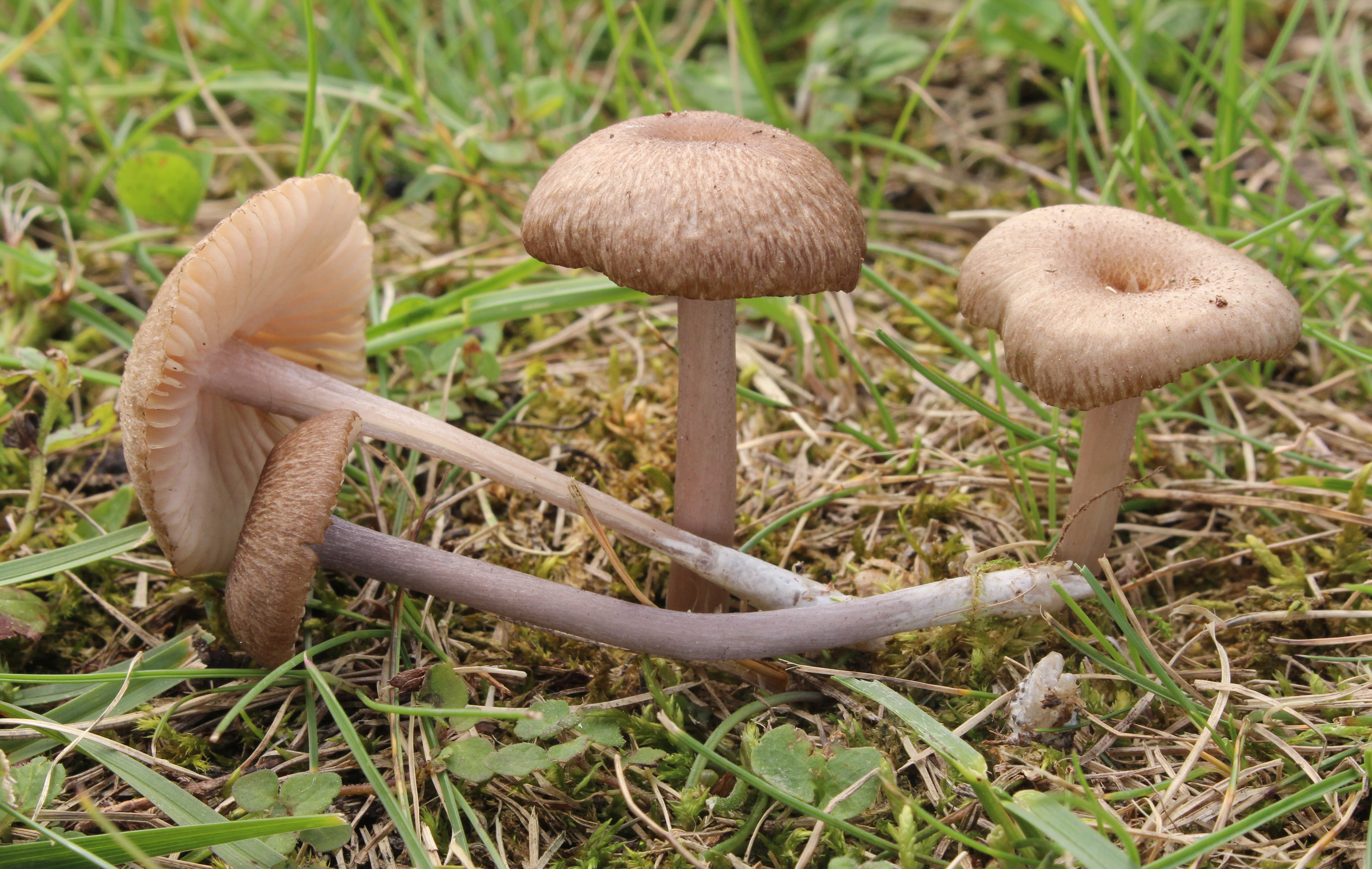
E. griseocyaneum (4)
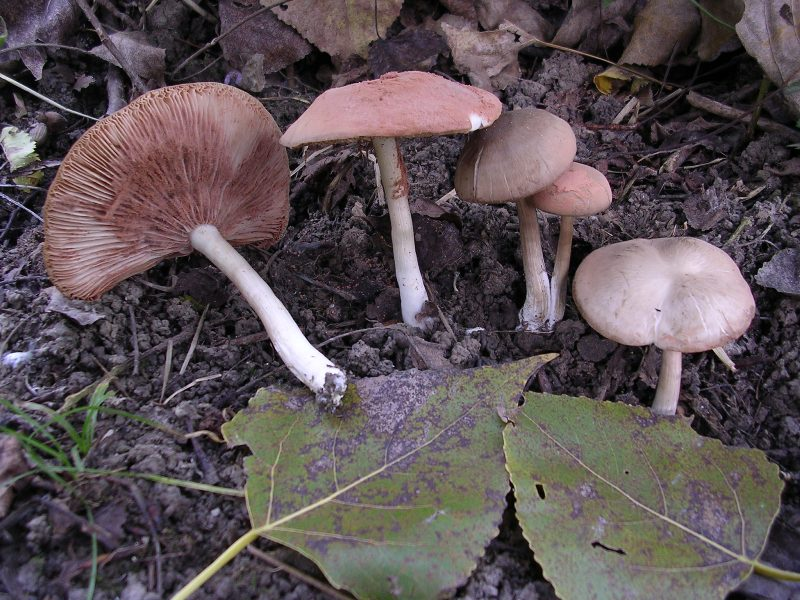
E. politum (5)
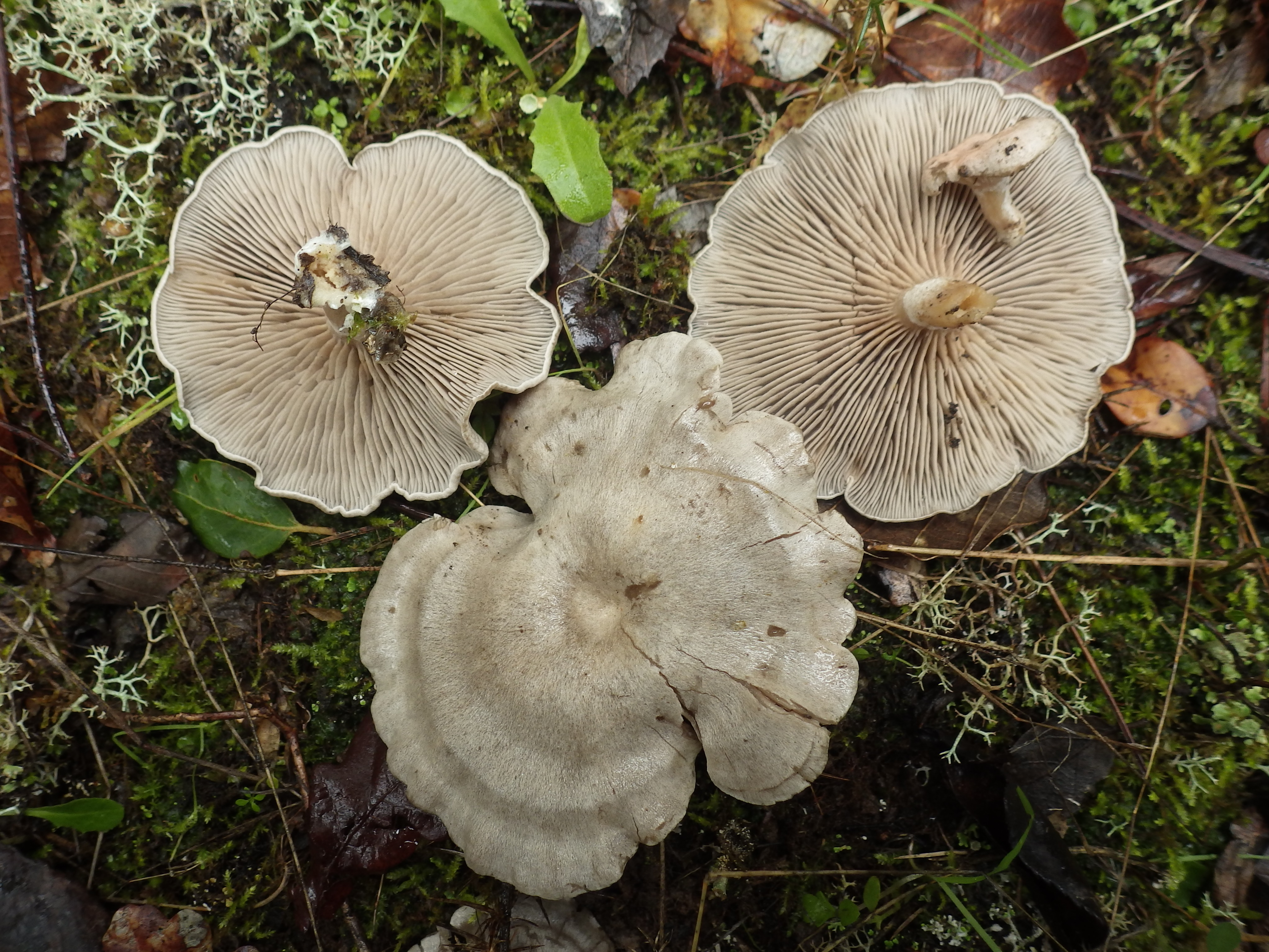
E. undatum (5)

## Bibiliografie
- Marcel Bon: “Pareys Buch der Pilze”, Editura Kosmos, Halberstadt 2012, ISBN 978-3-440-13447-4
- Bruno Cetto: „Der große Pilzführer”, vol. 1-7
- Rose Marie și Sabine Maria Dähncke: „700 Pilze in Farbfotos”, Editura AT Verlag, Aarau - Stuttgart 1979 și 1980, ISBN 3-85502-0450
- Jean-Louis Lamaison & Jean-Marie Polese: „Der große Pilzatlas“, Editura Tandem Verlag GmbH, Potsdam 2012, ISBN 978-3-8427-0483-1
- Meinhard Michael Moser: „Röhrlinge und Blätterpilze - Kleine Kryptogamenflora Mitteleuropas” ediția a 5-ea, vol. 2, Editura Gustav Fischer, Stuttgart 1983